# دومينغو (مصارع محترف)
دومينغو (بالإسبانية: Aníbal)‏ هو مصارع محترف مكسيكي، ولد في 5 نوفمبر 1940 في ميتشواكان في المكسيك، وتوفي بنفس المكان في 4 مارس 1994.

## روابط خارجية
- دومينغو على موقع CageMatch worker (الإنجليزية)